# Август I (князь Брауншвейг-Люнебурга)
Август I Брауншвейг-Люнебургский, Август Старший (нем. August von Braunschweig-Lüneburg, August der Ältere; 1568 год—1636 год, Целле) — протестантский епископ Ратцебурга в 1610—1636 годах, князь Люнебурга в 1633—1636 годах.

## Биография
Герцог Август — пятый из пятнадцати детей герцога Вильгельма Младшего из династии Вельфов и его супруги Доротеи Датской. Юношей поступил на службу императору Рудольфу II и в звании полковника участвовал в войнах против Франции и Турции. В 1610 году Август был назначен протестантским епископом Ратцебурга. Август и его братья подписали династический договор, запрещавший дальнейший раздел владений княжества Люнебург. В соответствии с этим договором Август не имел права вступать в равнородный брак, но состоял в отношениях с Ильзой Шмидихен, родившей ему двенадцать детей. В 1625 году дети герцога Августа были возведены в наследное имперское дворянское сословие. В 1633 году Август наследовал брату Кристиану в Люнебурге и в 1635 году получил во владение также княжество Каленберг-Гёттинген. Он продолжал начатую братом политику нейтралитета в Тридцатилетней войне. Похоронен в княжеской усыпальнице в городской церкви Святой Марии в Целле.